# Утироа (Кирибати)
Утироа (англ. Utiroa), ранее Драммонд — населённый пункт на острове Северный Табитеуэа атолла Табитеуэа, Острова Гилберта, Республика Кирибати. Утироа находится в 300 км юго-восточнее Таравы, столицы Кирибати.

## География
Высота Утироа над уровнем моря составляет 11 метров. Среднегодовая температура составляет 24 °C. Самый тёплый месяц — январь со средней температурой 26 °C, самый холодный — декабрь, 24 °C. Среднегодовое количество осадков составляет 1112 миллиметров. Самый влажный месяц — июнь со средним количеством осадков 168 мм, а самый сухой — ноябрь со средним количеством осадков 16 мм. Площадь Утироа составляет 0,85 км², население 796 жителей (2024 год). Ближайший крупный населённый пункт Эита находится в 5,3 км северо-западнее. Утироа является вторым по численности населённым пунктом Табитеуэа. В 2007 году в Утироа проживало 16 % жителей острова, а в 2012 — уже 21 %.
| Всего | <1 | 1 | 2 — 5 | 6 — 14 | 15 — 17 | 18 — 49 | 50 — 60 | 70+ |
| ----- | -- | - | ----- | ------ | ------- | ------- | ------- | --- |
| 571   | 16 | 6 | 56    | 161    | 36      | 222     | 52      | 22  |

Большое количество детей в возрасте от 6 до 14 лет связано с тем, что рядом с Утироа находится Teabike High School, и значительное количество учеников проживает в Утироа.
В Утироа находится Совет острова, что также влияет на количество жителей и, в частности, детей.
Как и весь атолл Табитеуэа, Утироа страдает от недостатка пресной воды. В Утироа нет своего источника воды, и жители вынуждены доставлять воду или из больницы, или из других населённых пунктов.
В 2009 году на севере Утироа была открыта больница, которая строилась с участием правительства Тайваня. Эта больница обслуживает Южный Табитеуэа и жителей Утироа и Эита.
В 2006 году было проведено выборочное исследование уровня образования жителей Табитеуэа, которое показало довольно высокий уровень жителей Утироа: из 243 жителей старше 25 лет 134 человека имели начальное образование, 38 закончили первую ступень средней школы, 32 — вторую ступень, а 4 человека имели высшее образование.

## История

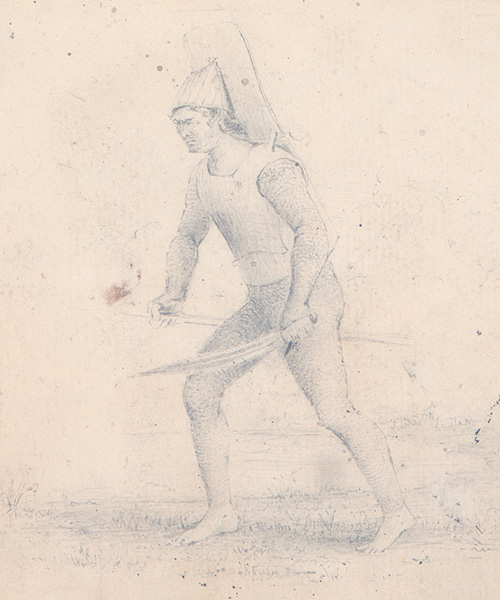
Воин острова Драммонд (прежнее название Табитеуэа) в 1841 году

В 1841 году Утироа стало центром так называемой битвы у острова Драммонд, в ходе которого участники Американской исследовательской экспедицией в 1838—1842 годах сожгли деревню в отместку за предполагаемое убийство местными жителями члена экипажа экспедиции. В апреле 1841 года один матрос со шлюпа USS Peacock пропал без вести. Руководство экспедиции решило взыскать компенсацию за инцидент. В результате разгоревшегося боя двенадцать островитян были убиты, многие получили ранения. Утироа, имевшая население более 1000 жителей, была сожжена и стерта с лица земли.
В 1868 в Утироа была открыта одна из двух протестантских миссий на острове. Открытие миссии привело к религиозной войне, разгоревшейся в 1881 году. В ходе войны христианизированные жители Северного Табитеуэа устроили геноцид жителей Южного Табитеуэа, которые сохранили традиционные верования. Большинство жителей южного острова были убиты, а многие из выживших были вынуждены бежать с острова. Для погашения конфликта в 1892 году пришлось депортировать с островов одного из двух миссионеров по имени Капу.